# Hexahydroporphin
Hexahydroporphin ist das einfachste zyklische Tetrapyrrol, ein wichtiges Strukturelement in der Biosynthese von Porphyrinen. Dem Namen entsprechend kann es als sechsfach hydriertes Porphin angesehen werden. Die Verbindung ist bei Raumtemperatur ein farbloser Feststoff, der in Dichlormethan, Aceton und Diethylether löslich ist und sich bei 185 °C zersetzt.
Hexahydroporphin kommt in der Natur nicht vor, der Makrozyklus ist aber das zentrale Strukturelement von Porphyrinogenen wie Uroporphyrinogen III, die Vorläufer in der Biosynthese vieler Porphyrine sind. In der Porphyrinbiosynthese wird der Makrozyklus durch das Enzym Protoporphyrinogen-Oxidase sechsfach dehydriert: je einmal an jedem Brückenkohlenstoffatom und an jedem zweiten Pyrrol-Stickstoffatom. Dadurch entsteht das aromatische Porphyrin.
Hexahydroporphin wird deshalb auch (unsubstituiertes) Porphyrinogen genannt.

## Herstellung
Derivate von Hexahydroporphin mit verschiedenen Gruppen an den Pyrrol- oder Methylenbrücken kommen in der Natur vor und werden seit langem untersucht. Die unsubstituierte Verbindung wurde jedoch erst 2001 in guter Ausbeute synthetisiert. Sie kann durch sukzessive Kondensationen von 2,5-Bis(hydroxymethyl)pyrrol und Pyrrol mit einem Tripyrrol-Zwischenprodukt erhalten werden.
Die Verbindung kann auch durch Reduktion von Porphin-Zink-Komplexen hergestellt werden.